# Bifurkáció (földrajz)

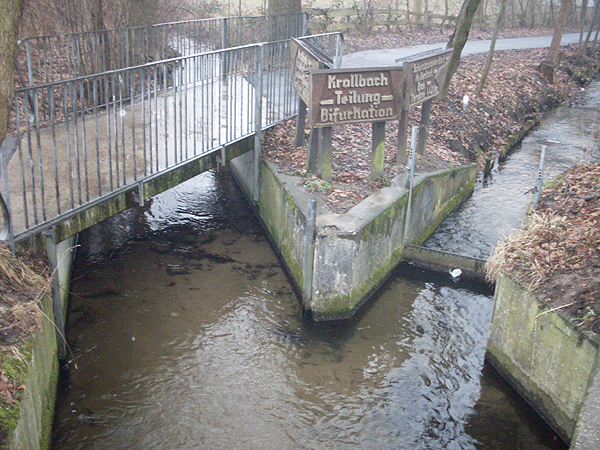
Patak szétválása, vagyis bifurkáció Hövelhofnál

A bifurkáció a folyók kétirányú lefolyása, szabatosabban a vízfolyások – felszíni vagy felszín alatti víztestek – külön rendszerekbe áramlása, szétválása.

## Jellemzői
A jelenség igen ritka, mivel egy hosszú folyamat átmeneti állapotának tekinthető. A kettéváló folyók ágai ugyanis szinte soha nem egyenrangúak, így a gyorsabban mélyülő (vagy lassabban feltöltődő) ág idővel maga vezeti el a teljes vízhozamot. Az intenzíven mélyülő és hátravágódó vízfolyás megcsapolja, majd végleg elorozza egy másik folyó vizét. Ezt a folyamatot nevezik kaptúrának, magyarul folyólefejezésnek.

## Példák
A bifurkáció klasszikus példái:

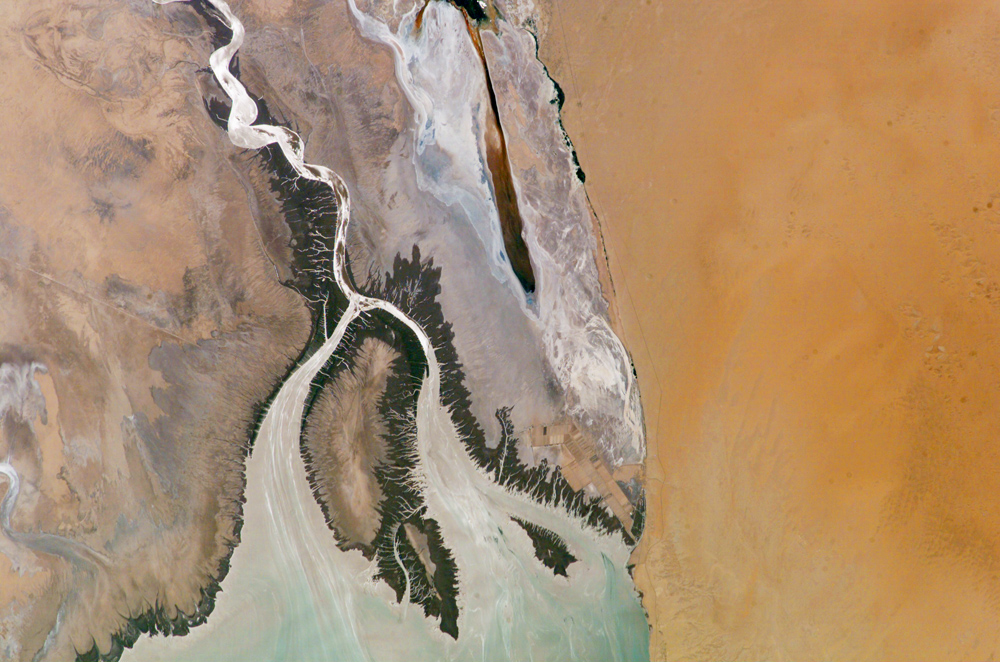
A Colorado folyó deltatorkolatának két ága a Montague szigetet hozta létre

- A Felső-Orinoco folyó és az Amazonas vízrendszerének összekapcsolódása a Casiquiare révén, melyet – jezsuita híradásokat követően – 1799-ben Alexander von Humboldt bizonyított be.
- A Németországban az ún. Donauversinkung(wd), amely során a Duna felső szakaszán, a Tuttlingen térségében található karsztrepedéseken keresztül elszivárog, és Aachtopfnál bukkan fel, ahol már a Rajna vízgyűjtő területét gazdagítja.
- Koszovó délkeleti részén (Ferizaji település mellett) a Nerodimka vize északi irányba az Ibar–Morava–Duna útvonalon a Fekete-tengerbe, dél felé a Vardar folyó közvetítésével az Égei-tengerbe jut.[1]
- A Csorba-tóból eredő két patak közül az egyik a Vágon át a Dunába, onnan a Fekete-tengerbe ömlik, míg a másik a Dunajecen és Visztulán keresztül a Balti-tengerbe torkollik.[2]
- A Pelesa a fehérorosz-litván határ közelében kettéválik, az Ūla a Merkys folyóba, míg a Kotra a Nyemanba torkollik.[3]
- A folyók deltatorkolatában a hordalékok feltorlódása miatt a folyam elágazik, gyakran többszörösen.